# (385194) 1998 KG62
(385194) 1998 KG62 est un objet transneptunien de magnitude absolue 6,5. Son diamètre est estimé à 221 km.